# Romano Pontifici Eligendo
Romano Pontifici Eligendo foi a constituição apostólica que governava a eleição dos Papas, promulgada pelo Papa Paulo VI em 1º de outubro de 1975. Instituiu uma série de reformas de longo alcance no processo de eleição de Papas. Ele estabeleceu o número máximo de eleitores em 120 e reafirmou em um contexto mais formal a regra que ele já havia instituído de que cardeais com mais de 80 anos não participassem da eleição de um papa.
A constituição foi substituída pela Universi Dominici Gregis.

## Disposições
Em novembro de 1970, em Ingravescentem aetatem, o Papa Paulo VI proibiu cardeais com mais de oitenta anos de participar de um conclave papal para eleger um Papa. Esta nova constituição apostólica incorporou essa regra no contexto do estabelecimento de regulamentos para a organização de um conclave (João Paulo II modificou ligeiramente esta regulamentação em Universi Dominici Gregis, mudando a data em que o cardeal eleitor não deve completar 80 anos, do dia em que o conclave começa até o dia em que o Papa morre).
Em março de 1973, durante um consistório para criar novos cardeais, o Papa Paulo VI discutiu planos para modificar os procedimentos para as eleições papais, incluindo a limitação do número de eleitores para 120 e a adição como eleitores dos patriarcas das igrejas de rito oriental, mesmo que não fossem cardeais, e da liderança do Sínodo dos Bispos. Ele abandonou todas essas ideias, exceto uma, e estabeleceu o número máximo de cardeais eleitores em 120 nesta constituição apostólica. Quando seu limite de 80 anos entrou em vigor, em 1º de janeiro de 1971, havia 102 cardeais elegíveis para participar de um conclave. Ele não especificou um procedimento para determinar quais cardeais serviriam como eleitores se houvesse mais de 120 cardeais elegíveis para participar de um conclave. O Conclave de 2025 foi o primeiro em que o número de cardeais eleitores ultrapassou o limite de 120. Em resposta, uma congregação geral do Colégio Cardinalício emitiu uma declaração afirmando que todos os cardeais eleitores presentes no conclave têm o direito de votar no novo Papa.
O Papa Paulo VI também impôs regulamentações rígidas sobre a organização física de um conclave, incluindo a exigência de que as janelas da Capela Sistina fossem fechadas com tábuas. Os cardeais consideraram as restrições excessivas durante os dois conclaves de 1978 (em agosto e outubro) e o Papa João Paulo II as retirou em sua constituição apostólica de 1996.
O Papa Paulo foi coroado em junho de 1963 após sua eleição, mas abandonou o uso da tiara papal em novembro de 1964. No entanto, nesta constituição apostólica ele escreveu que uma coroação ocorreria após a eleição. Os seus sucessores imediatos, João Paulo I e João Paulo II, optaram por não serem coroados, e João Paulo II não fez menção à coroação quando revisou o processo eleitoral em 1996.